# Oles Ulianenko

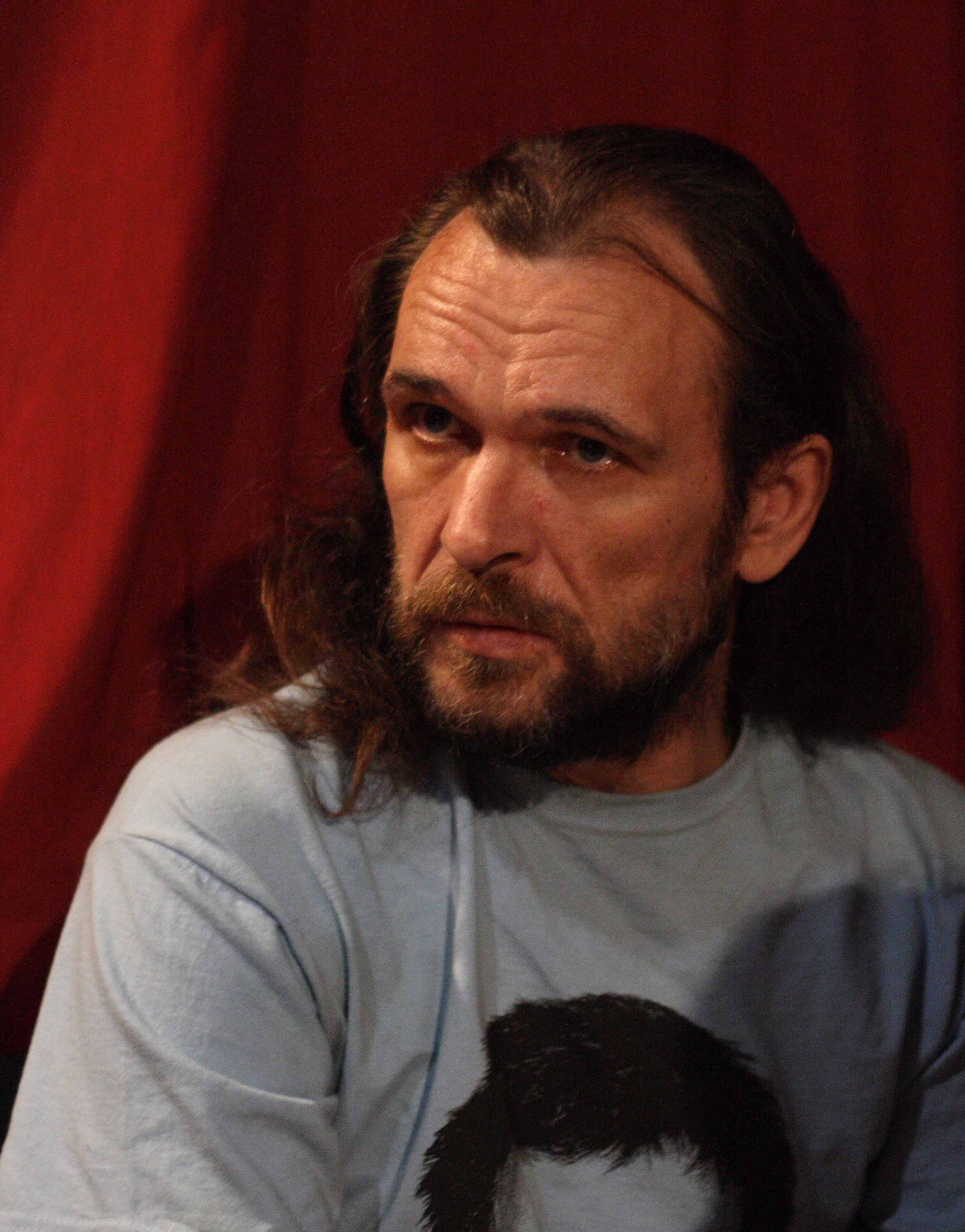
En 2009.

Oleksandr Stanislavovych Ulianov (en ucraniano: Олександр Станіславович Ульянов, pronunciado /oˈlʲɛsʲ ʊlʲɐˈnɛnko/; 14 de agosto (oficialmente 8 de mayo) de 1962 - 17 de agosto de 2010) fue un escritor ucraniano conocido por el seudónimo de Oles Ulianenko' (Оле́сь Улья́ненко). Fue el ganador más joven del Premio Nacional Shevchenko, que recibió en 1997, a los 35 años, por su novela Stalinka (1994).
También ganó premios de las revistas Suchasnist y Blahovist.

## Vida personal
Ulianenko se graduó en la Escuela Náutica de Mykolaiv y sirvió en las Fuerzas Aéreas Soviéticas en Alemania Oriental y Afganistán.[cita requerida] Mientras vivía en Leningrado, conoció la música rock local, aprendió a tocar la guitarra e intentó formar un grupo.[cita requerida] Estuvo casado siete años antes de divorciarse.

## Carrera profesional
En varios momentos, la obra de Ulianenko fue censurada por el gobierno ucraniano por su contenido explícito. En 2009, por ejemplo, el Consejo Nacional de Televisión y Radiodifusión de Ucrania, por recomendación de la Comisión Nacional de Expertos de Ucrania para la Protección de la Moral Pública, bloqueó la publicación de su novela Жінка його мрії ("La mujer de sus sueños").
La última obra publicada en vida de Ulianenko fue un melodrama criminal titulado Там, де Південь ("Donde está el Sur"), estrenado en diciembre de 1999. En 2000, escribió el guion de la película Украдене Щастя ("La felicidad robada") con el director Andrii Donchyk, basada en una obra homónima de Ivan Franko. La cuarta parte de la película se estrenó en 2004.
El libro Oles Ulianenko: sin censura se publicó el 15 de agosto de 2010, con motivo del 48 cumpleaños de Ulianenko. Incluye unas 40 entrevistas con él realizadas por múltiples publicaciones y canales de televisión entre 1994 y 2010. También incluye una descripción detallada y documentos de la demanda de Ulianenko contra la Comisión Nacional de Expertos de Ucrania para la Protección de la Moralidad Pública, preparada por su abogado, Oleh Veremiienko.
Ulianenko murió el 17 de agosto de 2010, en su apartamento de Kiev, en circunstancias poco claras. Fue enterrado en el Cementerio de Baikove (Sección 33) de Kiev.
En abril de 2013 se publicó una edición revisada de La mujer de sus sueños.

### Novelas
- Stalinka (1994)
- Cuento de invierno (1995)
- Ojo de fuego (1997)
- Bohemian Rhapsody (1999)
- Hijo de la sombra (2001)
- Delfín de Satán (2003)
- Signo de Savoofa (2003)
- Flores de Sodoma (2005)
- Serafima (2007)
- La mujer de sus sueños (2010)
- Prorok (2013)

### Cuentos cortos
- Siedoi (2003)
- Donde está el Sur (2010)

### Trilogías
- Ángeles de la venganza (2012)